# Nadleśnictwo Miękinia
Nadleśnictwo Miękinia – jednostka organizacyjna Lasów Państwowych podległa Regionalnej Dyrekcji Lasów Państwowych we Wrocławiu. Siedziba nadleśnictwa znajduje się w Miękini, w powiecie średzkim, w województwie dolnośląskim.
Nadleśnictwo obejmuje większość terytorium powiatu średzkiego oraz część powiatów dzierżoniowskiego, legnickiego, świdnickiego i wrocławskiego oraz Wrocławia.

## Historia
Do nacjonalizacji w 1945 tutejsze lasy były własnością dużych i średnich majątków ziemskich, skarbu państwa, drobnych właścicieli oraz Wrocławia.
W 1945 powstały nadleśnictwa Miękinia i Sobótka. 11 stycznia 1978 połączono je w jedno nadleśnictwo Miękinia.

## Ochrona przyrody
Na terenie nadleśnictwa znajdują się cztery rezerwaty przyrody:
- Góra Radunia
- Góra Ślęża
- Łąka Sulistrowicka
- Zabór[3].